# Евстафьев, Николай Павлович
Николай Павлович Евстафьев (19.07.1925 — 28.06.1993) — передовик советской авиационной промышленности, директор Балашихинского литейно-механического завода Министерства авиационной промышленности СССР, Московская область Герой Социалистического Труда (14.06.1985).

## Биография
Родился 19 июля 1925 года в деревне Ельцово ныне Новодугинского района Смоленской области. С 1942 года работал на предприятиях авиационной промышленности. В 1942-1966 годах - токарь, бригадир, старший мастер, заместитель начальника и начальник цеха, заместитель начальника производства на заводе X" 45 (позднее - Московский машиностроительный завод «Салют») Наркомата (с марта 1946 года - Министерства) авиационной промышленности (НКАП, Минавиапром, МАП) СССР в Москве. В 1963 году окончил Московский авиационный технологический институт (МАТИ) имени К. Э. Циолковского.
В 1966-1972 годах - начальник производства, заместитель директора по производству Московского машиностроительного завода «Знамя революции» Мияавиапрома СССР. В 1972-1974 годах - директор агрегатного завода «Рубин» МАП СССР в городе Балашиха Московской области. С 1974 года и до последних дней своей жизни - директор Балашихинского литейно-механического завода (БЛМЗ) МАП СССР - АО «Балашихинский литейно-механический завод».
Участвовал в разработке и создании новых образцов авиационной техники. Осуществлял развитие производственных мощностей за счёт технического перевооружения и ввода в строй новых цехов и участков: штамповочный цех, механизированный участок производства металлокерамических изделий, цех по производству магниевого литья. Под его руководством БЛМЗ постоянно увеличивал выпуск авиационных колёс, тормозов и агрегатов управления тормозными системами, фасонного питья из алюминиевых сплавов, а также магниевых и титановых сплавов, добился высоких показателей в работе.
Указом Президиума Верховного Совета СССР («закрытым») от 14 июня 1985 года Евстафьеву Николаю Павловичу присвоено звание Героя Социалистического Труда с вручением ордена Ленина и золотой медали «Серп и Молот».
Умер 28 июня 1993 года. Место захоронения Москва.
Избирался членом Балашихинского горкома КПСС, кандидатом в члены Московского обкома КПСС, депутатом Балашихинского городского Совета народных депутатов, членом ЦК профсоюза рабочих авиационной промышленности.

## Награды
- Золотая медаль «Серп и Молот» (14.06.1985);
- Орден Ленина (10.03.1981)
- Орден Ленина (14.06.1985)
- Орден Октябрьской Революции (29.03.1976)

- Орден Трудового Красного Знамени  (26.04.1971)
- Медаль «В ознаменование 100-летия со дня рождения Владимира Ильича Ленина» (6 апреля 1970)
- Медаль «За доблестный труд в Великой Отечественной войне 1941—1945 гг.»
- Юбилейная медаль «Двадцать лет Победы в Великой Отечественной войне 1941—1945 гг.» (7 мая 1965[2])
- Юбилейная медаль «Тридцать лет Победы в Великой Отечественной войне 1941—1945 гг.»
- нагрудный знак «Почётный авиастроитель».

## Память

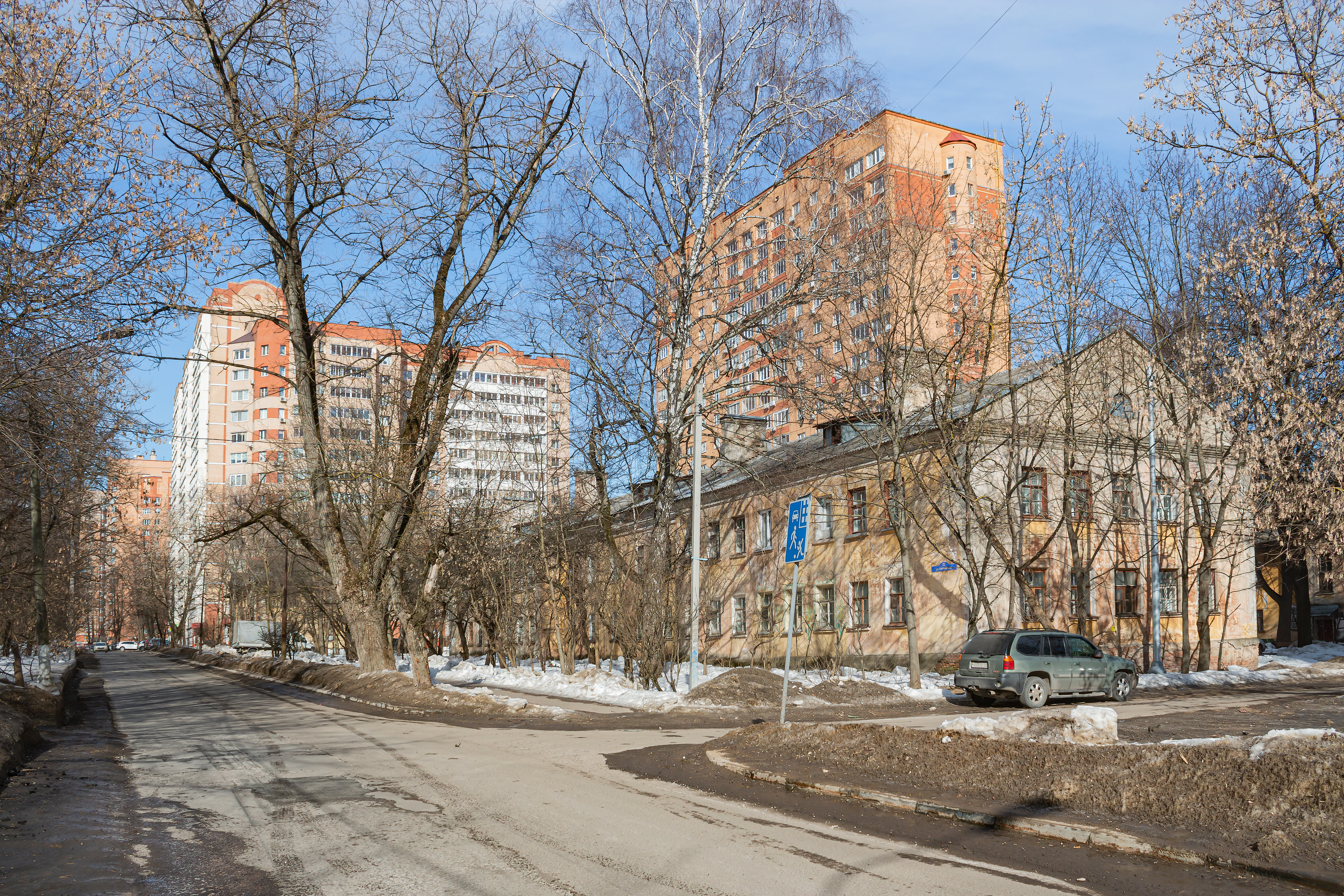
Улица Евстафьева, Балашиха

- Одна из улиц Балашихи названа именем Героя[3]
- На могиле Героя установлен надгробный памятник.